# Shreemastha
Shreemastha (nep. श्रीमष्ठा) – gaun wikas samiti w zachodniej części Nepalu w strefie Karnali w dystrykcie Humla. Według nepalskiego spisu powszechnego z 2011 roku liczył on 183 gospodarstwa domowe i 1110 mieszkańców (541 kobiet i 569 mężczyzn).